# Поточилов Артем Григорович
Поточилов Артем Григорович (20 жовтня 1908 — 24 грудня 1973) — радянський хлібороб, Герой Соціалістичної Праці (1949)

## Життєпис
Народився 20 жовтня 1908 р. в с. Явкине Баштанського району. Працював комбайнером в Явкинській МТС.
За високі трудові досягнення у вирощуванні високих врожаїв зернових культур в 1949 р. удостоєний звання Героя Соціалістичної Праці. На своєму комбайні він щорічно намолочував по 8 тис. центнерів зерна.
Обирався депутатом Верховної Ради УРСР у двох скликаннях: 4-му (1955 р.) та 5-му (1959 р.)
Першим в Миколаївській області виступив ініціатором соціалістичного змагання серед комбайнерів за оволодіння кількома професіями. Працюючи комбайнером, керував роботою тракторної бригади МТС. Його досвід широко пропагувався на Всесоюзній сільськогосподарській виставці в Москві.
Помер 24 грудня 1973.

## Нагороди
- Герой Соціалістичної Праці (Указ Президії Верховної Ради СРСР від 01.08.1949 р.)